# Dunellen
Dunellen es un borough ubicado en el condado de Middlesex en el estado estadounidense de Nueva Jersey. En el año 2010 tenía una población de 7,227 habitantes y una densidad poblacional de 2,676 personas por km².

## Geografía
Dunellen se encuentra ubicado en las coordenadas 40°35′23″N 74°27′59″O / 40.58972, -74.46639.

## Demografía
Según la Oficina del Censo en 2000 los ingresos medios por hogar en la localidad eran de $59,205 y los ingresos medios por familia eran $67,188. Los hombres tenían unos ingresos medios de $45,000 frente a los $34,130 para las mujeres. La renta per cápita para la localidad era de $26,529. Alrededor del 3.3% de la población estaba por debajo del umbral de pobreza.